# SubSpace
SubSpace (Sous-espace) est un jeu en réseau 2D graticiel. 
Publié à l'origine par Virgin Interactive Entertainment (VIE) en 1997, il a été développé par les joueurs PriitK et Mr. Etked. Considéré comme un des premiers jeux en ligne massivement multijoueur, SubSpace continue toujours à surprendre les nouveaux joueurs avec ses physiques de zéro friction quasi réalistes de l'espace. Le jeu est aussi très adaptable, on y retrouve plusieurs zones avec différents thèmes, graphiques, objectifs, cartes géographiques et sons.
SubSpace (ou Continuum) n'est disponible qu'en anglais.

## Histoire
Au début, Virgin Interactive Entertainment avait créé un jeu connu sous le nom de Sniper, à l'origine un jeu conçu pour expérimenter les temps de réponse dans un environnement massivement multijoueur. Peu après, Virgin Interactive décida de changer le thème pour celui de l'espace et le jeu prit le nom de SubSpace. Vers la fin de l'année 1995, le jeu fut mis à la disposition du public en version bêta afin d'en prolonger les tests et en 1996 il était diffusé au grand public. SubSpace sera l'un des premiers jeux en ligne massivement multijoueurs pouvant gérer des connexions de modems à partir de 14 400 bauds.
Lors du lancement officiel du jeu en 1997, il était commercialisé pour environ 27,99 $ UD. Depuis, le jeu a connu un déclin dans sa population de joueurs et Virgin, dans son profit. Peut-être était-ce parce que le monde n'était pas prêt pour un jeu en ligne multijoueur ? Les ventes de ce jeu avaient été si mauvaises que Virgin avait finalement décidé d'en cesser la production vers la fin de l'année 1997. Ce n'est qu'en 1998 que tous les serveurs de Virgin Interactive Entertainment ont été mis hors ligne.
Peu de temps après, le disque compact de SubSpace était cracké par un groupe connu sous le nom de CLASS. Ceci permettait à n'importe quel joueur de maintenir son propre serveur informatique. De plus, le fait que la source devienne librement accessible fit que la tricherie (ou cheating) existait partout. Ce fut la cause du déclin de la communauté de SubSpace restante.
Par chance, les joueurs PriitK Priit Kasesalu (un des créateurs de Kazaa et Skype) et Mr.Etked (Frontend) établirent un nouveau client du jeu qui apporta un chiffrement de la source, des nouvelles mises à jour de sécurité et plus de contrôle sur l'interdiction des joueurs. Enfin, en 2001, ils relancèrent le jeu, renommé Continuum, ce qui permit d'ajouter des contrôles d'interdictions en créant le BanG et ce qui mit fin à presque toutes les possibilités de triche.
De nos jours, il existe plusieurs serveurs encore dédiés au jeu. Depuis le nouveau client, nommé Continuum, on retrouve des bots et de nouvelles versions de serveurs tels que Subgame et ASSS.

## Continuum
Le jeu de SubSpace utilise une structure de relation entre le serveur et le client. Depuis, le client original de SubSpace fut reformé par les joueurs PriitK (Priit Kasesalu) et Mr.Etked (Jim C), chiffré et amélioré pour divers raisons tel que la sécurité du jeu. Ce nouveau client, nommé Continuum a permis d'arrêter la majorité des programmes utilisés dans le but de tricher (parmi eux est le programme Twister). De nos jours, les versions officielles Continuum 0.38 et 0.39pr1 qui ont été utilisées depuis l'an 2003 ne sont plus supportées. Cependant, une nouvelle version qui est sortie le 21 septembre 2007, Continuum 0.40, inclut des mises à jour qui visent à régler les problèmes sur Windows XP et qui protègent le client contre de nouveaux programmes utilisés dans le but de tricher. Celle-ci est actuellement supportée, ayant toujours comme serveur officiel le SubSpace Central Billing.